# Jo Privat
Pour les articles homonymes, voir Privat.
Georges Privat dit Jo Privat, né le 15 avril 1919, au 85 bis de la rue de Charenton dans le 12e arrondissement de Paris et mort, le 3 avril 1996, à Savigny-le-Temple,, est un accordéoniste français qui a longtemps été la référence du musette aussi bien dans l’interprétation que la tenue de scène.

## Biographie

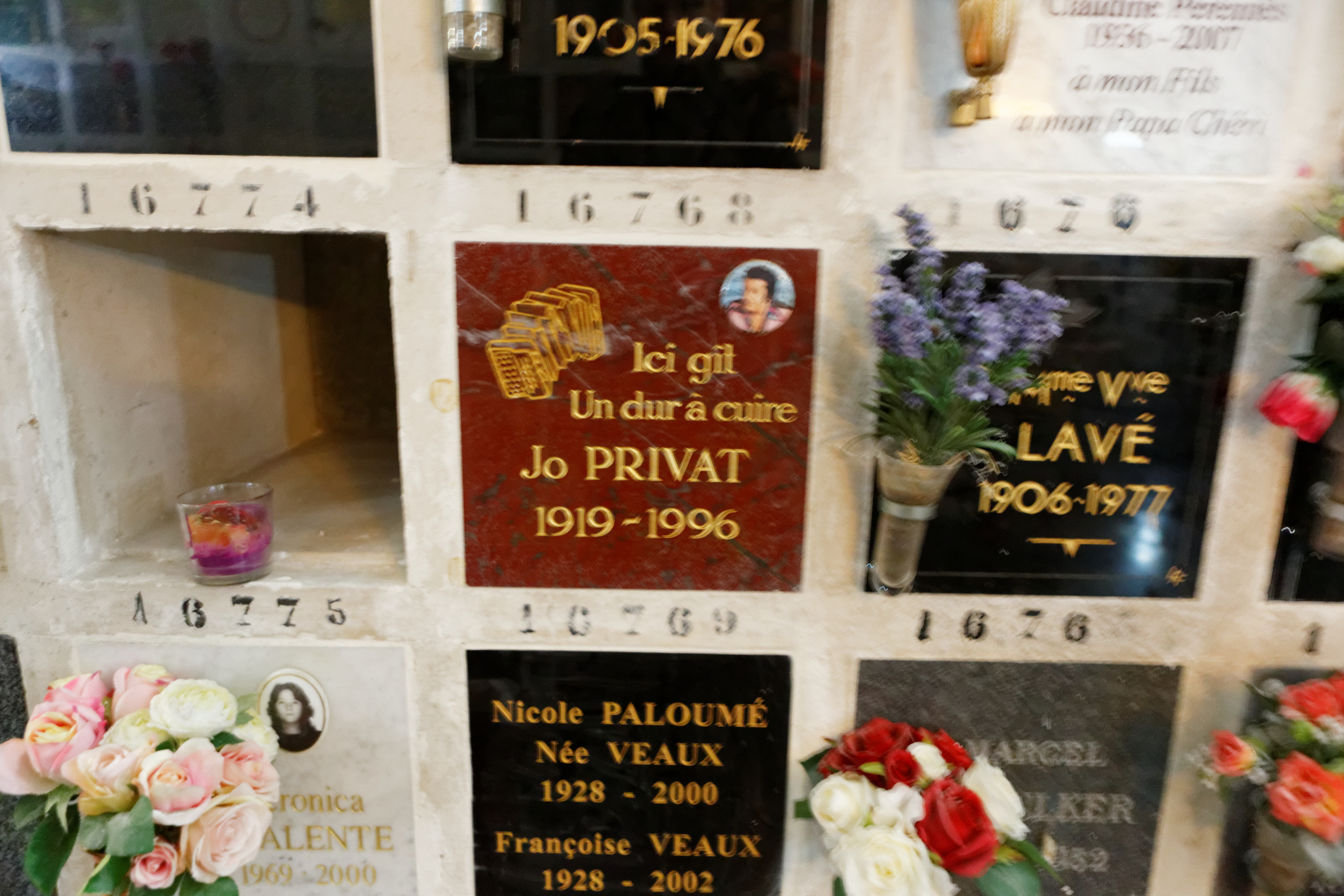
Plaque funéraire de Jo Privat au colombarium du Père Lachaise (division 87).

Fils de Louis Julien Privat et d'Ursule Louise Melle, surnommé le Gitan blanc, Jo Privat est, pendant cinquante ans (1936-1986), l'un des piliers du Balajo, rue de Lappe à Paris, le temple du musette créé par Jo France (et non par Jo Privat lui-même comme on le pense souvent), où il aime s'entourer des guitaristes manouches les plus en vue. Il rencontre, entre autres, Django Reinhardt et les frères Ferret, ainsi que Didier Roussin, qu'il surnomme volontiers « Buffalo », et Patrick Saussois, gratifié du surnom « La Sauce »
Il remporte à Paris, en 1936, le Concours international de l’accordéon, le premier championnat du monde d'accordéon, qui se dispute à Paris, au Moulin de la Galette et qui est organisé par l'Association internationale des accordéonistes.
Il dépose une demande d'adhésion à la SACEM le 28 août 1943 sous le parrainage de René Pandera et Léo Daniderff, demande acceptée le 17 décembre 1945. Il a composé de nombreux morceaux, le répertoire de la Sacem fait état de 495 œuvres, le catalogue de la BNF faisant lui état de 822 œuvres, musique écrite ou enregistrements confondus.
Son registre se compose de musiques issues du musette et de la culture tzigane dont il a composé quelque 500 titres. Paradoxalement, il a autant été influencé par les accords venus d'Europe centrale ou du Sud, que par les sons américains. Il réussit la fusion des trois et devient l'un des premiers à associer à ces rythmes des sonorités plus jazzy. En 1985, Jo Privat est fait Chevalier des Arts et Lettres ; la cérémonie a lieu au Balajo, dans le cadre du cinquantenaire de ce sanctuaire du musette.
En 1991 il a été au centre du projet Paris Musette, disque dans lequel un grand nombre d'accordéonistes de diverses époques reprennent des classiques du musette, ce disque ayant marqué une étape importante du renouveau de l'accordéon en France.
Mort le 3 avril 1996 des suites d'un cancer, il est incinéré le 12 avril et repose depuis au columbarium du Père-Lachaise (case no 16768) où l'on peut lire son épitaphe : « Ici gît un dur à cuire. »

## Compositions
Jo Privat a composé de très nombreux titres, depuis les années 1940 jusqu'aux années 1990, signant des collaborations avec des accordéonistes comme Tony Murena (Java ranchera), Charley Bazin, Louis Ferrari, Armand Lassagne, Maurice Larcange, Jean Corti, ou avec des guitaristes, notamment des manouches (La Folle et Dinalie Mineure avec Joseph "Baro" Ferret). Cependant il ne doit la plupart de ses grands succès qu'à lui même, on peut citer à cet égard : Balajo son titre le plus connu, Sa préférée, Mystérieuse, Rêve bohémien, Brise sablaise, Nuit blanche, Valse fantôme, Cauchemar, Papillons noirs, La zingara...

## Discographie
Jo Privat a enregistré de très nombreux disques depuis la fin des années 1940 (78 tours chez Odéon ou chez Pacific) jusqu'aux CD des années 1990, en passant par de très nombreux 45 tours ou 33 tours tout au long des années 1950 à 1980,.
Le site spécialisé Discogs recense par exemple pas moins de 35 albums (33 tr ou CD), 20 45 tours et 11 compilations.
Parmi cette abondante production on peut noter que Jo Privat a enregistré des morceaux de danse dans tous les styles pratiqués au bal musette, tango, boléro, baiao, polka, mazurka, paso doble, marche, etc. sans oublier bien sûr la valse musette et la java. Il a enregistré de très grands classiques du musette comme par exemple sur un 78 tours de ses débuts chez Pacific (MC 707), Reine de musette de Jean Peyronnin et Mon amant de Saint-Jean d'Emile Carrara, ainsi qu'une foule de titres de divers styles, du swing influencé par le jazz américain des années 1940 aux chansons françaises comme dans l'album : Balajo n°4, Jo Privat son accordéon et son ensemble, Columbia (FP 1122), dans lequel il joue Le vieux Léon de G. Brassens et La marche de Babette de G. Bécaud, parmi des tango, paso-doble, charleston, fox, boléro (dont La chanson d'Orphée de Luiz Bonfa) et une valse de sa composition, La Bastoche.
Un disque en particulier mérite qu'on y prête attention c'est Manouche Partie (Columbia FP 26.009), sorti en 1961 avec le guitariste manouche Matelot Ferret, Jacques  Montagne à la seconde guitare, un violoniste dont on ignore le nom, basse et batterie, dans lequel Jo Privat a pu enregistrer à sa guise des titres joués dans le style du jazz manouche qu'il affectionnait tant dont plusieurs titres de Django Reinhardt (Nuages et Minor Swing entre autres) et également plusieurs de ses propres compositions. Le disque ayant rencontré un grand succès, quatre titres supplémentaires seront enregistrés en 1966 avec quelques changements de personnel (son fils Jo Privat Junior à la seconde guitare, Jean Tordo à la clarinette), pour une nouvelle édition de ce qui est considéré comme un grand classique de Jo Privat et de l'accordéon swing-musette en général.
En 1991 sortit le disque Paris Musette volume 1 (deux autres suivront) dans lequel un grand nombre d'accordéonistes (dont Richard Galliano et Marcel Azzola) ont interprété de grands classiques du musette accompagné des guitaristes Didier Roussin et Didi Duprat, ce dernier ayant participé aux années de gloire du musette de l'après-guerre aux côtés des grands guitaristes manouches (lui-même ne l'étant pas). Dans ce disque figurent des titres de Tony Murena, Joseph Colombo, Gus Viseur, Django Reinhardt, Pierre "Baro" Ferret et Jo Privat lui-même (Mazurka tzigane et Rêve bohémien).
Une compilation de trois CD lui a été consacrée chez Frémeaux et associés en 2014 : Jo Privat 1945 -1958 (Le Gitan Blanc - l'accordéoniste de Paris), réf FA 5446, qui regroupe 54 titres.

## Radio
- Le 4 février 2014, Laurent Bourdelas consacre une émission à Jo Privat en compagnie de Claude Dubois, son biographe, sur RCF Limousin.
- Jo Privat : Les archives de Radio Nova (1991), entretien avec Jean-François Bizot. « Un document rare, un entretien de Jo privat réalisé par Jean-François Bizot en 1991. Jo Privat est le patron, le taulier, j'ai envie de dire du Balajo, le dancing culte de la rue de Lappe à la bastille. Un personnage qui avait impressionné Bizot, entre Jean Gabin et Michel Audiard, Jo (du bal à Jo) égrène ses souvenirs du Paris de ces années- là, des anecdotes savoureuses dans une langue populaire et fleurie. »[12]

- Le fabuleux destin de Jo Privat, émission Brut d'accordéon (de Félicien Brut), septembre 2021[13].

## Télévision
- Jo Privat - Le blues du musette (1991), documentaire de 51 minutes réalisé par Stéphan Rabinovitch[14].
- Mémoires de Belleville, émission Saga-Cités, 27/01/1996[15], Jo Privat y apparaît à La Java en compagnie de Clément Lépidis, écrivain bellevillois.
- Confidences de nacre, France 3 Limoges[16].